# Publicitate stradală
Publicitatea stradală, frecvent denumită și outdoor sau publicitate exterioară este cel mai vechi mediu de reclamă din lume prin intermediul căruia se transmite mesajul publicitar către consumatori. Rolul outdoor-ului este prezentarea convingătoate a produselor către cumpărător sau utilizator. Acest tip de publicitate este prezentat sub formă de afiș sau panou publicitar și include reclame pe clădiri, în pietre, străzi, vehicule, oriunde  călătorește consumatorul. Publicitatea exterioară din România a evoluat extrem de mult pe parcursul ultimelor decenii, lucru care se datorează în mod special tehnicii moderne, dar și libertății de exprimare concretizată după 1990. În prezent, se află într-o continuă creștere, însă depinde și de conjuctura economică.

## Importanța publicității
Publicitatea ocupă un rol deosebit de important deoarece promovează imaginea unui produs sau a unui serviciu și are ca principal obiectiv „să facă cunoscute și să pună în valoare un produs sau o marcă, un serviciu sau o activitate, o instituție sau o cauză importantă, un grup sau o persoană”. Prin intermediul publicității, în special a publicității exterioare, publicul poate fi informat și consecvent are posibilitatea de a alege.

## Scurt istoric

### Publicitatea stradală în perioada antică și medievală
•În era premarktingului, cum au catalogat unii cercetători perioada antică și medievală, reclamele îmbinau mediul rudimentar cu creativitatea, de unde își are originile și publicitatea stradală. Această formă de publicitate este cea mai veche metodă de persuasiune și de transmitere a informației.
•În Egiptul Antic și în Babilon, publicitatea stradală a capătat însemnătate din ce în ce mai mare, chiar și tăblițele negustorilor erau utilizate în scopuri publicitare.
Una dintre primele forme de publicitate stradală apărută în această perioadă a fost un semn, pictat într-un mod foarte atrăgător pe peretele unei clădiri. Câteva sute de ani mai târziu, comercianții egipteni amplasau de-a lungul drumurilor publice bucăți de stâncă în care erau sculptate diverse mesaje în scopul informării călătorilor în legătură cu produsele sau serviciile oferite.
•În perioda anilor 500 î.e.n., în vechea Romă, mesajele erau pictate pe pereți în scopul promovării jocurilor publice, afacerilor locale sau pentru a chema alegătorii la vot.
•Perioada medievală se caracterizează prin apariția unor noi forme de publicitate stradală mult mai simplă, dar eficientă și anume așa numiții strigători.

### Publicitatea stradală după inventarea presei tipografice
După apariția presei tipografice, „primii au apărut fluturașii volanți și afișele”, iar comercianții au început să utilizeze fluturașii pentru a-și promova produsele. Aceste bucățele de hârtie conțineau simboluri specifice breslei, fiind uneori lipite pe zidurile orașului. Fluturașii au fost folosiți foarte mult timp, până în epoca modernă când au apărut afișele, acestea dând posibilitatea unei flexibilități de reclamă mult mai mari, deoarece ele pot fi amplasate oriunde se dorește.

## Publicitatea stradală în România

### Perioada ante-decembristă

#### Outdoor-ul românesc la începutul comunismului
Regimul comunist din România a dus la diminuarea progresivă a activității publicitare, în special după naționalizarea mijloacelor de producție, a unităților comerciale. La începutul perioadei comuniste, RECOM promova publicitatea stradală prin numeroase servicii de editură publicitară și publicitate, precum afișe publicitare, hârtie de ambalaj cu texte, desene de reclamă etc.
O altă întreprindere de reclamă și publicitate reprezentativă pentru publicitatea stradală este RECOOP a cărei activitate este prezentarea unor materiale pentru reclama publicitară, panouri de grafică publicitară, fotografii etc.
Existau însă și agenții de publicitate pentru comerțul exterior, precum PUBLICOM care asigura reclama stradală în țară pentru firmele străine prin diferite mijloace: panouri, expoziții etc. Această întreprindere executa și reclama produselor românești pentru străinătate.

#### Publicitatea stradală la sfârșitul perioadei monopolului de stat
Cu câțiva ani înainte de 1990, volumul publicității stradale scade cu mai mult de jumătate, iar reclamele stradale pentru produsele alimentare dispar datorită diminuării drastice a nivelului de trai și a producției de bunuri de larg consum. În anii anteriori, creatorii de publicitate se bazau pe deviza: „cumpără acum, plătește mai târziu.”
În acea perioadă, piața de publicitate era o piață a monopolului de stat deoarece se punea accentul pe o productivitate ridicată în industria grea, o piață unde nu este vorba de concurență întrucât cererea de bunuri de larg consum era mai mare decât oferta.
Publicitatea stradală se reducea la prezentarea anumitor anunțuri numai cu aprobarea autorităților comuniste și acele anunțuri vizau întotdeauna domeniul statului. În general, ce ținea de publicitate stradală în ceea ce privește anumite firme sau produse era interzis.

### Perioada post-decembristă

#### Începuturile publicității stradale în România după 1989
După perioada comunistă, publicitatea stradală a avut o evoluție extraordinară din toate punctele de vedere, în special datorită libertății de exprimare care fusese interzisă. Afișele care altădată apăreau doar cu acordul lui Nicolae Ceaușescu începuseră să apară peste tot.

##### Dispariția cenzurii
Cenzura, care era cuvântul-cheie în acea perioadă, dispăruse. Un bun exemplu în acest sens îl reprezintă spotul pentru gheața Titan-Titan Ice. Elementul inedit al acestui spot este utilizarea pentru prima dată în România a unei femei în costum de baie, cu o tentă sexy, imagine de neconceput în perioada comunistă, în care cenzura nu permitea nici cea mai inocentă manifestare în cadrul publicității stradale. Unele branduri și afișe au reușit să reziste și în perioada de după comunism, precum cele pentru Mulfatlar, Kandia, Măgura etc, altele au început să apară după o perioadă de pauză, iar altele au dispărut cu desăvârșire.
La început, publicitatea stradală se dezvoltă stângaci, dar rapid din cauza repulsiei care exista înainte, totul trebuind reinventat. Cu ajutorul inspirației, publicitatea exterioară românească  a reușit să ajungă la maturitate.

##### Utilizarea tehnicii
Internetul și internet cafe-urile încep să devină din ce în ce mai populare. Deși  la început internetul era utilizat doar pentru comunicare și înțelegere, încetul cu încetul firmele au început să utilizeze internetul pentru afaceri, apărând astfel și afișele create cu ajutorul noilor tehnologii.

#### Publicitatea stradală românească după anul 2000
În ultimii ani, publicitatea stradală a început să fie din ce în ce mai constrânsă de regulamente și prevederi referitoare la amplasarea afișelor publicitare datorită pierderilor economice destul de însemnate. Astfel,  s-au amenajat locuri speciale de afișaj, drumurile devenind locurile preferate de amplasare a panourilor publicitare. Fiind văzute în timpul călătoriei din mijloacele de transport, acestea trebuie să aibă un text scurt și concis, cu efecte vizuale puține și intense, pe lângă dimensiunea considerabilă. O astfel de reclamă se practică doar pentru un public foarte larg  și atinge eficiența maximă când reamintește existența unui produs deja cumpărat.

#### Publicitatea stradală afectată de criză
Criza economică a afectat și domeniul publicitar deoarece există o relație directă între publicitate și conjuctura economică. Publicitatea stradală păstrează trendul descendent al economiei întrucât această ramură a publicității a investit între 50 și 60 de milioane de euro, după unele estimări, ceea ce reprezintă circa 9-10% din totalul cheltuielilor de publicitate din România.
Specialiștii în domeniu spun că publicitatea stradală necesită încă 10 ani pentru dezvoltare, deși țara noastră a fost clasată pe locul trei în topul celor mai dinamice piețe pentru publicitatea stradală. Astfel reiese că dezvoltarea outdoor-ului românesc depinde de gradul de personalizare al industriei și de poziția domeniului economic. Pe de altă parte, reprezentanții New Outdoor România sunt mai optimiști, estimând o creștere a afacerilor în anii următori cu 10%  care ar duce la păstrarea tendinței de majorare a pieței outdoor, în comparație cu celelalte tipuri de publicitate.

#### Restricțiile outdoor-ului românesc
Reglementarea publicității stradale a rămas, la fel ca anul trecut, la latitudinea primăriei și din această cauză unele companii din domeniu s-au plâns de concurența neloială din partea firmelor neautorizate. Astfel cetățenii  au cerut îndepărtarea reclamelor agresive și eliminarea acestora, ceea ce duce la întocmirea de către primărie a unui regulament de amplasare a reclamelor. Acest regulament prezintă următoaele norme:
- amplasarea firmelor și reclamelor stradale sunt interzise pe gardurile cimitirelor, locașelor de cult, ale parcurilor și grădinilor publice, pe copaci etc;
- trebuie respectate dimensiunile reclamelor și firmelor publicitare[13] precum și modalitatea de amplasare;[14]
- reclamele trebuie să fie dimensionate în funcție de arhitectura clădirilor , deci înălțimea unei reclame va depinde de cea a clădirii;
- în ceea ce privește reclamele trase de vehicule, acestea vor fi permise doar dacă vehiculele sunt în mers și sunt maxim 2 convoi, fiind interzisă staționarea lor pe domeniul public sau pe parcările publice.

Excepție la regulile impuse de primărie fac reclamele postate în scopul promovării acțiunilor municipale sau de interes național, cele amplasate pe terasele imobilelor, precum și cele amplasate pe locații care prin istoric au fost destinate acestui scop. Excepție mai fac și reclamele care fac trimitere la transportul în comun și difuzare a presei sau cele care sunt situate pe clădirile de învățământ sau cultură, adică dacă reclama are legătură cu obiectul de activitate al instituției respective.

#### Panouri publicitare nedecorate
Datorită crizei economoce și a situației actuale în care se gășește România, publicitatea stradală are de suferit. O serie de panouri publicitare din cele mai mari orașe ale țării sunt goale,  iar firmele de publicitate solicită diminuarea taxelor din lipsă de clienți, renunțându-se la mai multe panouri publicitare amplasate pe domeniul public. Aeastă situație se datorează economiei, deoarece publicitatea stradală este, înainte de toate, „un fenomen economic pentru că obiectul esențial al publicității îl constituie creșterea vânzării și extinderea întreprinderii.”
În Galați, au dispărut 50 de panouri publicitare până la sfârșitul anului 2010, acesta fiind considerat „un prim pas în rezolvarea problemelor urbanistice”,după cum afirma viceprimarul orașului Nicușor Ciumacenco, iar în Craiova, reprezentanți ai primăriei susțin că situația economică nefavorabilă a dus la golirea panourilor publicitare, de unde reiese că firmele de publicitate traversează o perioadă dificilă.
Clujul face o excepție în ceea ce priveste panourile nedecorate deoarece numărul panourilor digitale din oraș a crescut odată cu criza. Numeroase panouri publicitare se află încă în intersecții, cu toate că  prevederile legale interzic amplasarea lor în astfel de locuri.
Așadar, publicitatea stradală care este folosită „cu scopul atragerii publicului” este afectată de problemele întâmpinate de domeniul economic, iar evoluția acesteia este oarecum stagnată.